# Свети Архангел Михаил (Стара Кресна)
Вижте пояснителната страница за други значения на Свети Архангел Михаил.
„Свети Архангел Михаил“ е възрожденска църква в пиринското село Стара Кресна (Кресна), България, част от Неврокопската епархия на Българската православна църква. Обявена е за паметник на културата.

## История
Преди изграждането на храма селото има само няколко оброчища и два малки параклиса – в Предарската махала и „Свети Петър“ в Кресненския пролом. Църквата е построена в 1856 година на ниската източна част на Ридо, в северозападната част на селището. До църквата са гробищата на селото. В 1866 година в трема на храма завърналият се от Русия Спас Харизанов открива взаимно училище. На 22 октомври 1870 година в църквата пристига да служи мелнишкият владика, който обаче е прогонен от българската партия начело с поп Томан Милев, Мицо Стоилков, Доню Юруков, Марко и синът му Лазар. Храмът е опожарен в 1878 година при погрома на Кресненско-Разложкото въстание и е възстановен през 1881 година. Църквата отново е опожарена през октомври 1912 година по време на Балканската война от отстъпващите османски войници. След войната близо до нея е построен параклис, който служи за храм и в началото на XXI век, а църквата е в руини.
През юни 2006 година митрополит Натанаил Неврокопски дарява първата вноска от 2000 лева по сметката на църковното настоятелство на Стара Кресна за укрепване на църквата. Искането пред владиката са отправили на среща с него кметът на Стара Кресна Павел Паскалев и бивши управници на селото.
В 2016 година започва кампания за възстановяване на разрушения храм, инициирана от община Кресна, но към 2021 година събраните средства са недостатъчни.

## Архитектура
Храмът има два входа – от запад за жените и от юг за мъжете. На южната страна има полувкопан трем, също с два входа. Изградена е от камък, хоросан и дървени греди с големи каменни блокове по ъглите. Прозорци има само от южната страна. Площта на храма е 350 m2. Подът е покрит с печени тухли, а в стените има вградени гърнета за акустика. Размерите са 22 m дължина, 14 m широчина и над 8 m височина.